# Полтавская областная филармония
Полтавская областная филармони́я (укр. Полтавська обласна філармонія) — областная филармония в Полтаве (Украина).
Расположена в центральной части города по улице Гоголя, 10.49°35′14″ с. ш. 34°33′31″ в. д.

## Музыкальные коллективы

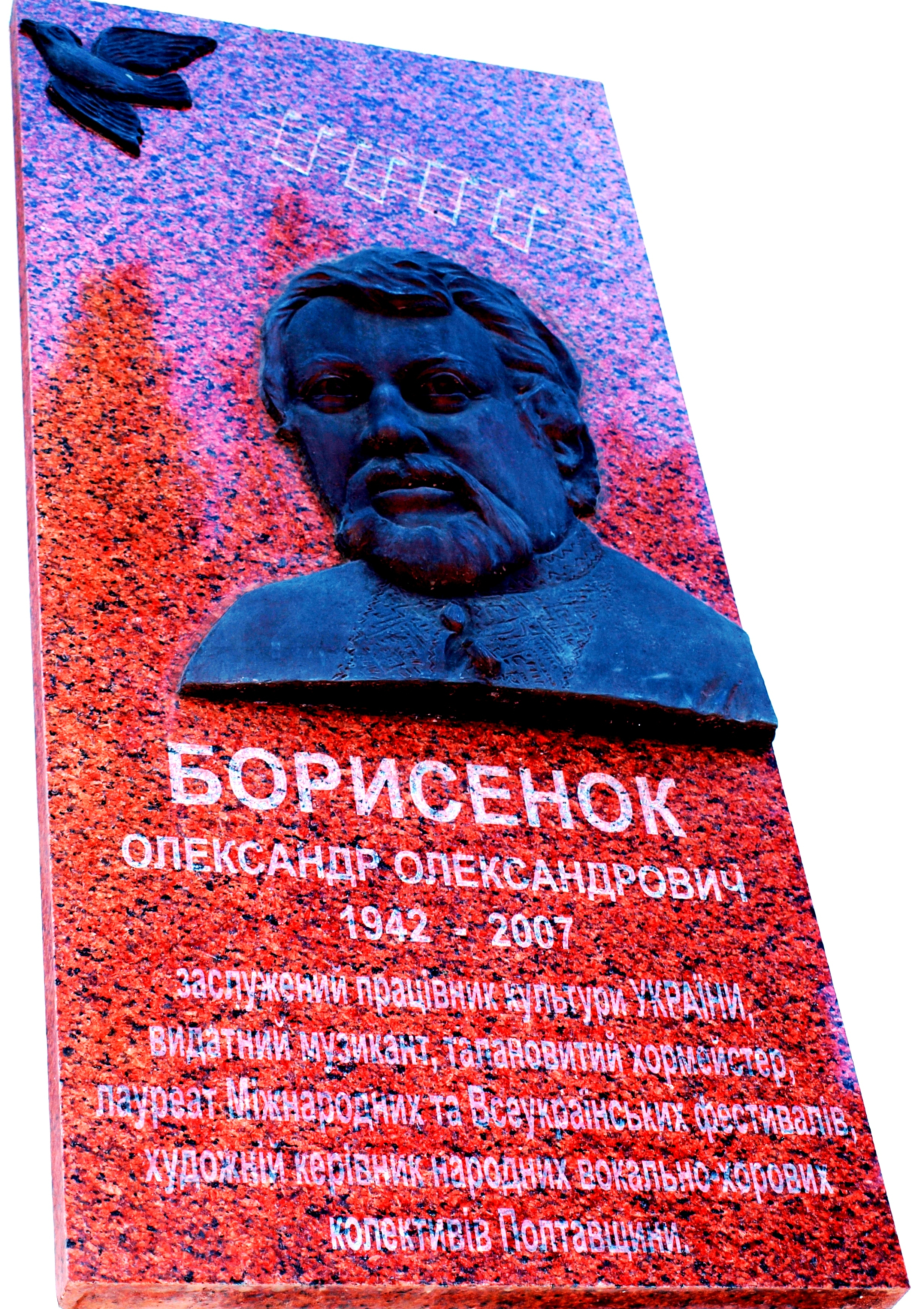
Мемориалная доска на здании филармония

- Полтавский камерный оркестр имени Дмитрия Ахшарумова
- Песенно-танцевальный ансамбль "Полтава"
- Украинский народный оркестр "Мамай"
- Ансамбль бандуристок "Вышиванка"
- Вокально-инструментальный ансамбль "Словъяны"
- Камерно-инструментальный ансамбль "Чураивна"

Солисткой ансамбля "Чураивна" Полтавской филармонии была известная украинская певица, народная артистка Украины Раиса Кириченко. Наиболее крупным коллективом филармонии является песенно-танцевальный ансамбль "Полтава", основанный на базе женского вокально-хореографического ансамбля "Весёлка" под руководством композитора В.Верховинца.

## История

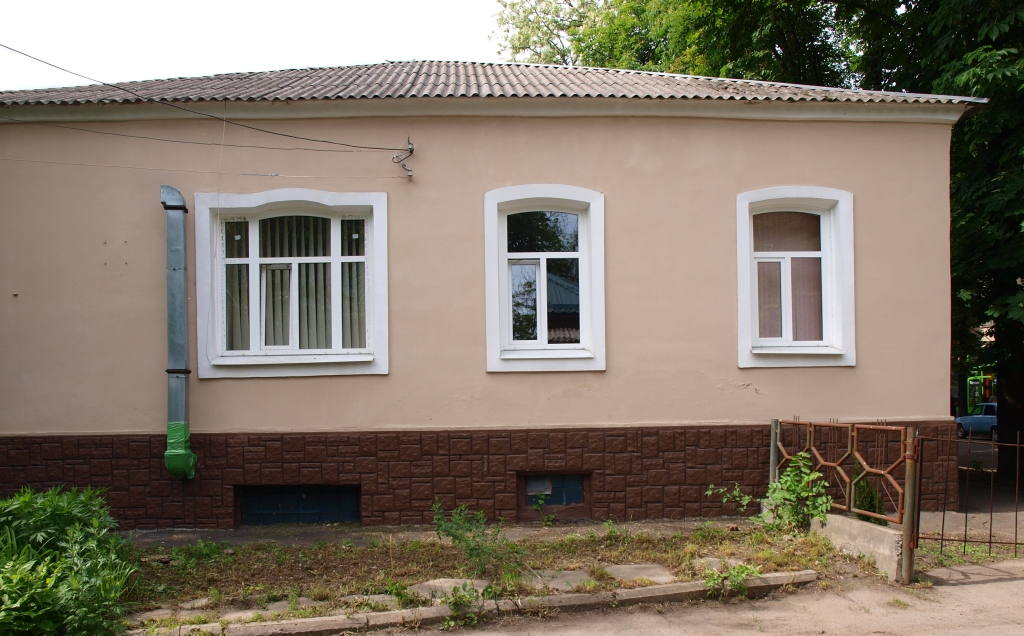
Здание по ул. Сретенской, 37, где до 8 декабря 1987 года находилась филармония

Полтавская областная филармония была создана в 1943 году, С 8 декабря 1987 года занимает здание бывшей Большой хоральной синагоги, построенной в 1856 году. В советское время в этом здании последовательно размещались «Дом просвещения», дом культуры облпрофсовета, дом культуры местной промышленности, дворец культуры «Жовтень», дворец культуры областного совета профсоюзов, дом культуры межколхозстроя.
Зрительный зал филармонии рассчитан на 350 мест. Здание трижды страдало от пожаров — в 1911, 1943 и 2009 году. После пожара, случившегося 19 февраля 2009, концертная деятельность в здании филармонии практически прекратилась, творческие коллективы работают на выезде. Планируется капитальный ремонт здания, выделены средства на проект реконструкции, однако сроки начала капремонта пока не озвучены.